# Gallirallus dieffenbachii
Gallirallus dieffenbachii foi uma espécie de ave da família Rallidae.
Foi endémica da Nova Zelândia.
Foi extinto devido à perda de habitat.

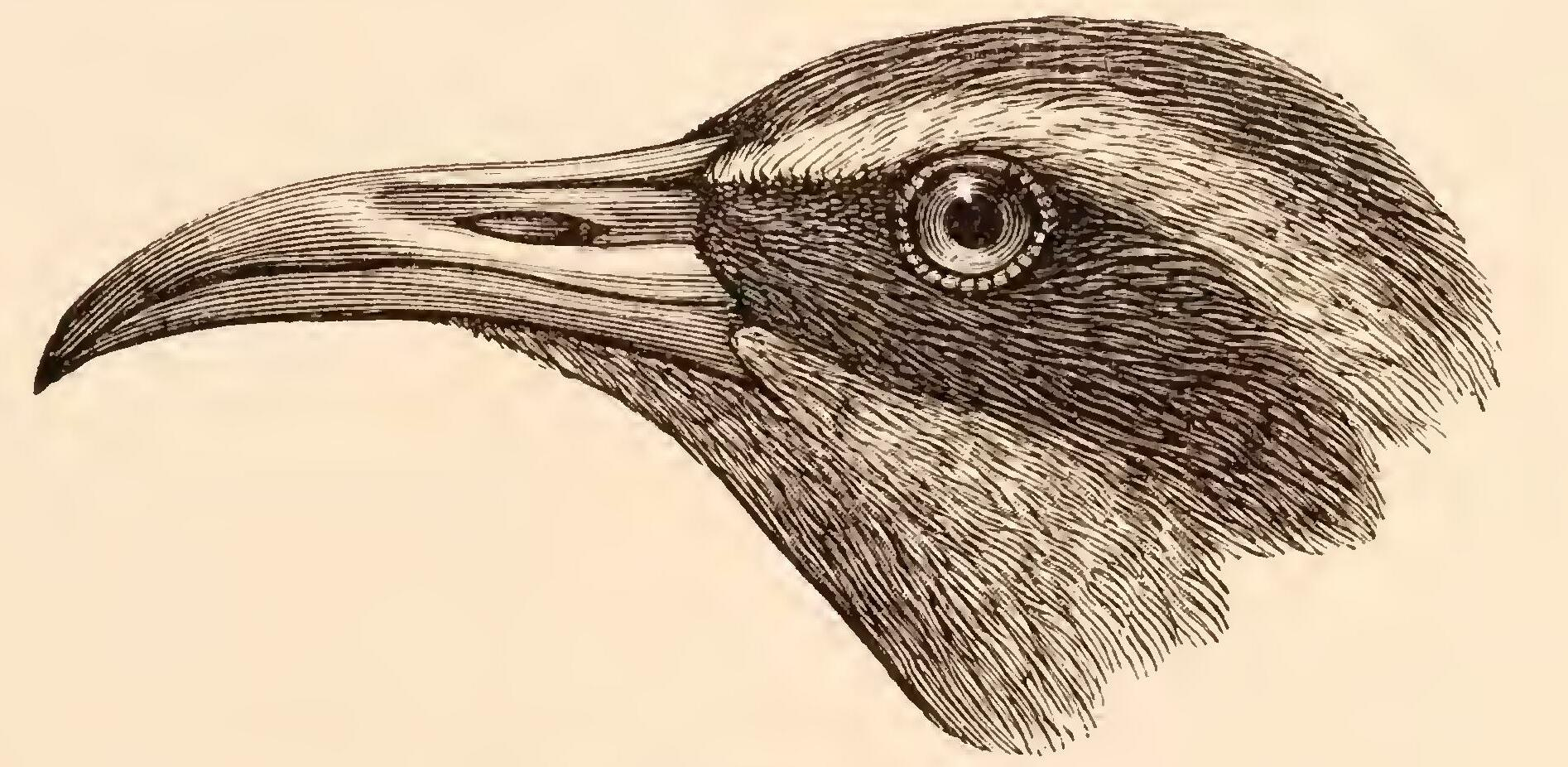
Head